# 雷酸銀(I)
雷酸銀(I)（らいさんぎん いち、英: silver(I) fulminate）は、化学式が AgCNO で表される銀の雷酸塩で、爆発性の物質である。シアン酸銀の構造異性体である。

## 性質
水への溶解度は0.075 g/mL (13 °C) である。優秀な起爆薬であるが、高価であり爆発しやすいためあまり使われていない。加熱で容易に重合する。

## 製法
濃硝酸に銀を溶解させた酸性溶液にエタノールを加え慎重に加熱する。自然に反応が始まり、白煙が発生するので加熱をやめる。反応が終わると白色の沈殿物として得られる。

## その他
通常は銀の価格が高価なため水銀塩が起爆薬として多用される。よく勘違いされる雷銀は雷酸銀の略称ではなく、銀鏡反応の失敗などにより生じる、より不安定な銀化合物のことである。